# Karla Peijs
Karla Maria Henriëtte Peijs (Tilburg, 1º settembre 1944) è una politica e dirigente d'azienda olandese, membro del CDA, già ministra ed europarlamentare.

## Biografia

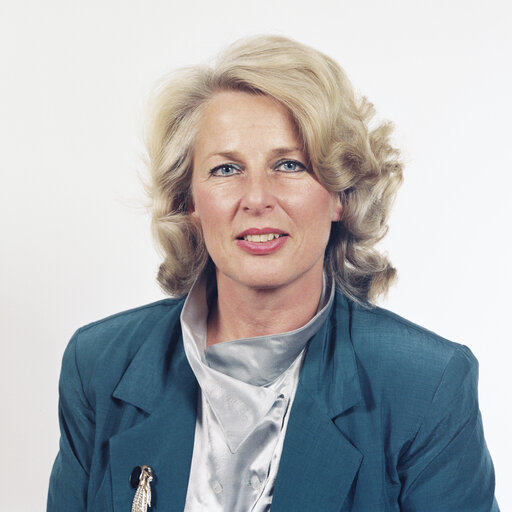
Karla Peijs

### Formazione
Nata a Tilburg, Karla Peijs studiò sociologia economica presso l'Università Radboud di Nimega e la Vrije Universiteit. Dal 1985 al 1989 fu docente di economia presso l'Università di scienze applicate di Utrecht.

### Carriera politica
Entrata in politica con il CDA, dal 1982 al 1989 fu membro degli Stati provinciali. Su nomina regia, entrò a far parte del consiglio regionale per l'impiego di Utrecht.

#### Europarlamentare
Nel 1989 ottenne un seggio al Parlamento europeo in seguito alle elezioni europee. Fu riconfermata per altri due mandati nelle tornate elettorali del 1994 e del 1999. Fu membro della commissione per le relazioni economiche esterne, della commissione per i diritti della donna, della commissione per i problemi economici e monetari e la politica industriale e della commissione per la politica regionale, i trasporti e il turismo; rivestì inoltre il ruolo di vicepresidente della delegazione per le relazioni con gli Stati Uniti e della sottocommissione monetaria.

#### Ministra dei trasporti

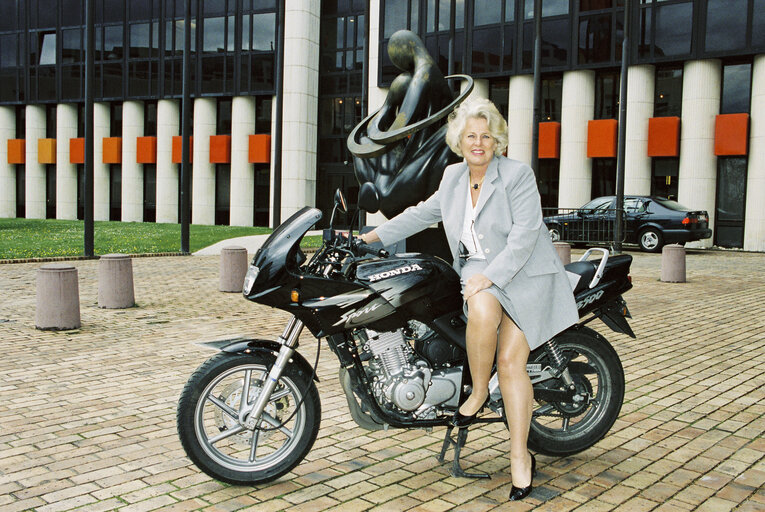
Karla Peijs posa accanto ad una moto nel 1999

Nel 2003 Karla Peijs lasciò il seggio da europarlamentare dopo quattordici anni di servizio, quando venne nominata ministra per i trasporti e la gestione dell'acqua nel governo Balkenende II. Fu riconfermata per il ruolo anche nell'esecutivo successivo, il governo Balkenende III. Per qualche giorno svolse contemporaneamente le funzioni di ministra per le abitazioni, la pianificazione territoriale e l'ambiente, a seguito delle dimissioni della collega Sybilla Dekker.
In veste di ministra, Karla Peijs fu particolarmente impegnata a migliorare la rete stradale nazionale: attuò una legge per consentire la costruzione di corsie dinamiche, annunciò l'allargamento a dieci corsie dell'autostrada A2 e l'estensione di un tratto dell'autostrada A4.
Insieme al ministro della giustizia Piet Hein Donner presentò un progetto di legge per l'introduzione della patente a punti, che venne approvato definitivamente nel 2005. Fu inoltre voluta da lei la riforma del codice della strada che introdusse la patente di guida per ciclomotori, a seguito dei numerosi incidenti avvenuti tra giovanissimi conducenti di tali mezzi.
Nel 2006 autorizzò un programma sperimentale per consentire ai diciassettenni di guidare l'automobile sotto la supervisione di un adulto, ispirandosi ad un modello tedesco che aveva visto calare dell'11% le morti per incidente stradale dei più giovani.
Sostenne una controversa proposta di realizzazione di un'autostrada a un chilometro e mezzo di distanza dalla più antica riserva naturale dei Paesi Bassi, il Naardermeer.
In materia di trasporto pubblico, sotto il suo mandato ministeriale venne introdotto il sistema di bigliettazione elettronica OV-chipkaart, che sostituì i biglietti cartacei e che venne promosso con una massiccia campagna di informazione.
Fu autrice di una misura legislativa che autorizzava l'esecuzione di esperimenti volti a contenere l'inquinamento acustico attorno all'aeroporto di Amsterdam-Schiphol.

#### Commissario della regina
Nel 2007, pochi giorni dopo aver lasciato l'incarico da ministra, Karla Peijs venne nominata Commissario della regina per la Zelanda. Mantenne la carica per i successivi sei anni. Il suo lavoro per riportare la provincia al centro dell'attenzione nazionale venne elogiato dai notisti politici.

### Posizioni politiche

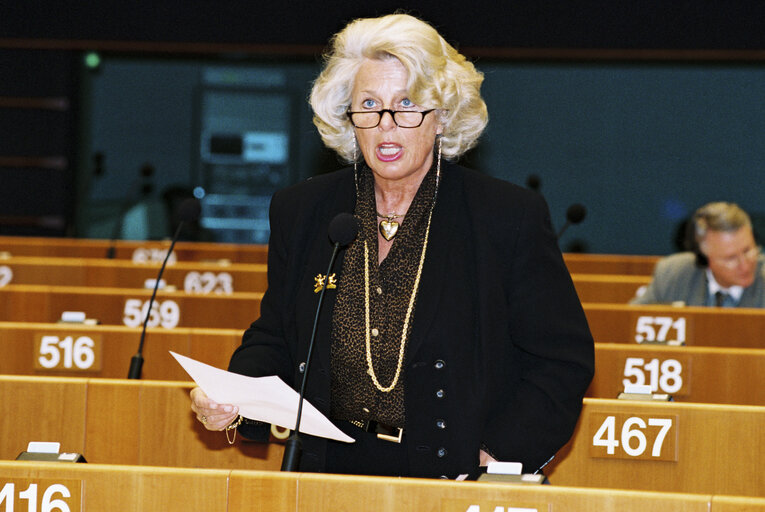
Karla Peijs durante un discorso pubblico

Interrogata in merito alle cause femministe, Karla Peijs obiettò che l'attenzione fosse stata puntata eccessivamente sulla rottura del soffitto di cristallo, ignorando invece i problemi delle lavoratrici posizionate nei gradini più bassi della scala sociale; sostenne inoltre che per migliorare la condizione femminile, fosse necessario riformare "l'arretrato sistema scolastico olandese", che obbligando gli studenti a rientrare a casa per il pranzo, costringeva le madri a mettere da parte il proprio lavoro per dedicarsi ai figli

### Altre attività
Dopo la fine della sua carriera politica, Karla Peijs si trasferì nel piccolo centro di Harmelen, partecipando occasionalmente al dibattito pubblico nazionale. Rivestì inoltre la carica di presidente del municipio locale.
Dal 2013 al 2023 fu presidente del Watersnoodmuseum. Nel 2014 fu designata dalla Commissione europea come coordinatrice del corridoio Reno-Danubio nell'ambito del progetto TEN-T. Nel 2016 fu nominata presidente del consiglio di sorveglianza della Zeeland Refinery, una joint venture tra TotalEnergies e LUKoil.